# Plesewo
Plesewo – wieś w Polsce położona w województwie kujawsko-pomorskim, w powiecie grudziądzkim, w gminie Łasin.
W okresie międzywojennym Plesewo było siedzibą komisariatu Straży Celnej „Plesewo”.

## Podział administracyjny
W latach 1975–1998 miejscowość administracyjnie należała do województwa toruńskiego.

## Demografia
Według Narodowego Spisu Powszechnego (III 2011 r.) wieś liczyła 292 mieszkańców. Jest ósmą co do wielkości miejscowością gminy Łasin.

## Drogi wojewódzkie
Przez wieś przechodzi droga wojewódzka nr 538.